# عادل عثمانوف
عادل عثمانوف (انگلیسی: Adil Osmanov؛ زادهٔ ۲ ژوئیهٔ ۲۰۰۰) جودوکار اهل مولداوی است.